# Lê Duẩn
Lê Duẩn (ur. 7 kwietnia 1907 w prowincji Quảng Trị, zm. 10 lipca 1986 w Hanoi) – wietnamski działacz komunistyczny. W latach 1930–1945 był członkiem Komunistycznej Partii Indochin, kilkakrotnie więziony. Od 1946 do 1954 był jednym z głównych przywódców ruchu oporu przeciwko wojskom francuskim w Wietnamie Południowym. W latach 1960–1976 piastował funkcję pierwszego sekretarza KC, od 1976 sekretarza generalnego KC i członka Biura Politycznego KC Komunistycznej Partii Wietnamu.

## Przywództwo podczas wojny wietnamskiej
Na 3. zjeździe Narodowego Kongresu Komunistycznej Partii Wietnamu we wrześniu 1960 roku Lê Duẩn jako pierwszy sekretarz wezwał do utworzenia frontu narodowego, czyli w istocie do nowej struktury siły partyzanckich, ale funkcjonujących już od dawna obok regularnej armii (Wietnamska Armia Ludowa).
Komitet centralny wyraził na to zgodę. 20 grudnia 1960 założono Vietcong. Lê Duẩn twierdził, że nowa organizacja „zjednoczy” wszystkie siły patriotyczne, aby obalić rząd Ngô Đình Diệma na południu i tym samym zapewnić „warunki do pokojowego zjednoczenia ojczyzny”.
Po rozłamie chińsko-radzieckim wietnamskie kierownictwo komunistyczne podzieliło się na frakcje prochińskie i proradzieckie. W latach 1956–1963 Lê Duẩn odgrywał rolę mediatora między dwiema frakcjami, ale wraz ze śmiercią Ngô Đình Diệma oraz incydentem w Zatoce Tonkińskiej stał się znacznie bardziej radykalny.
Chińska Republika Ludowa, nieuznawana wówczas przez USA, dążyła do podsycania światowej rewolucji komunistycznej. Wspierała zatem konfrontacyjne podejście Wietnamu Północnego. Frakcja proradziecka wraz z Hồ Chí Minhem na czele opowiadała się zaś za łagodzeniem konfliktu.
W biurze politycznym przeważyły wpływy Lê Duẩna. Jednak w 1965 roku, wraz ze wzrostem zaangażowania USA w konflikt wietnamski, stało się jasne, że podejście do konfrontacji musi ulec zmianie. Lê Duẩn uważał, że wojna będzie dłuższa i bardziej brutalna. Pomimo tego główne założenia nie powinny się zmieniać – podstawową słabością przeciwnika jest niepopularny, skorumpowany i jego zdaniem marionetkowy rząd Wietnamu Południowego. Działania militarne powinny być kombinacją działań partyzanckich prowadzonych przez Vietcong oraz punktowych ofensyw Wietnamskiej Armii Ludowej. Do decydującego momentu należało unikać dużych konfrontacji z USA i Armią Republiki Wietnamu (ARW), ale jednocześnie utrzymywać inicjatywę i demoralizować przeciwnika wieloma małymi atakami. Bezkompromisowość Lê Duẩna wynikała z jego przeświadczenia, że USA nigdy nie zdecydują się na lądową inwazję Wietnamu Północnego, ponieważ oznaczałoby to atak na światowy obóz komunistyczny.
W 1967 roku, wbrew sprzeciwu wybitnych przywódców, takich jak gen. Võ Nguyên Giáp, Lê Duẩn przyjął plan gen. Nguyễna Chí Thanha zakładający masowe i symultaniczne ataki zakładające wywołanie powstania narodowowyzwoleńczego w Wietnamie Południowym. Aby go przeforsować, Lê Duẩn doprowadził do politycznych aresztowań wielu swoich przeciwników. Ostatecznie jego strategia została zatwierdzona i datę ofensywy wyznaczono na przełom stycznia i lutego 1968 roku podczas święta Tết (Wietnamski Nowy Rok księżycowy). Plan błędnie zakładał przyłączenie się ludności cywilnej do walki po stronie komunistycznej i ostatecznie tzw. ofensywa Tết zakończyła się militarną katastrofą, która przyniosła Wietnamskiej Armii Ludowej oraz Vietcongowi poważne straty. W długiej perspektywie stała się jednak politycznym sukcesem, ponieważ opinia publiczna w USA przestała popierać tę wojnę.
Od 1969 roku toczyły się w Paryżu rokowania pokojowe Stanów Zjednoczonych z rządem północnowietnamskim, zakończone podpisaniem paryskich układów pokojowych w styczniu 1973 roku. Po 1969 roku USA rozpoczęły proces stopniowego wycofywania swoich oddziałów, zwany wietnamizacją konfliktu, który zakończył się po podpisaniu układu paryskiego w marcu 1973. W 1974 roku znacząco spadła pomoc gospodarcza i wojskowa udzielana do tej pory przez USA Wietnamowi Południowemu. Lê Duẩn wraz z pozostałymi przywódcami, między innymi przywróconym do pozycji generałem Giápem, powzięli plan ostatecznego pokonania Południa i zjednoczenia Wietnamu w 1975 roku. Podczas tej ofensywy USA nie udzielało już jakiegokolwiek wsparcia dla Wietnamu Południowego. 30 marca 1975 Wietnamska Armia Ludowa zajęła Sajgon, dotychczasową stolicę Wietnamu Południowego, który przestał istnieć.